# Flyleaf
Flyleaf är en amerikansk rockgrupp som bildades år 2002 under namnet Passerby i Belton, Texas.
Efter att de hade gett ut tre EP-skivor som Passerby, kom deras självbetitlade EP Flyleaf ut i oktober 2004. Ett år efter följde även deras första fullängdsalbum, också betitlat Flyleaf. Albumet, producerat av Howard Benson, debuterade på 88:e plats på Billboard 200 i USA och har sålt i över en miljon exemplar.
Bandet har därefter släppt ytterligare tre studioalbum: Memento Mori (2009), New Horizons (2012) och Between the Stars (2014). Drygt en vecka innan utgivningen av New Horizons lämnade sångerskan Lacey Mosley bandet. Mosley ersattes snabbt av Kristen May. 
Flyleafs musik är gitarrdriven, tung och dramatisk postgrunge/alternativ metal. På grund av sina kristna influenser har de även ofta blivit förknippade med den kristna rockscenen.

## Historia

### 2000-2004: Gruppen bildas och vägen till skivkontrakt

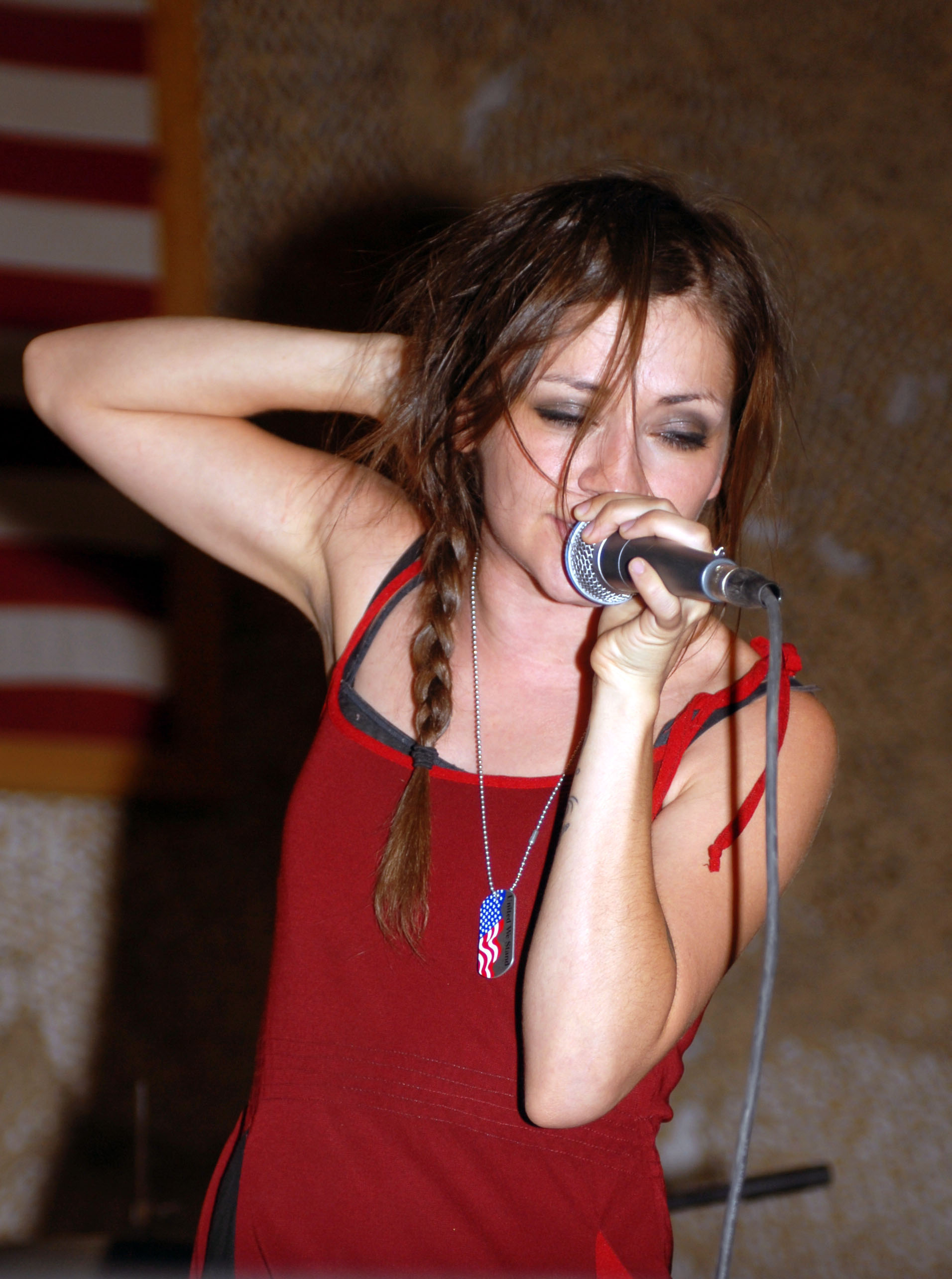
Lacey Sturm var gruppens originalsångare.

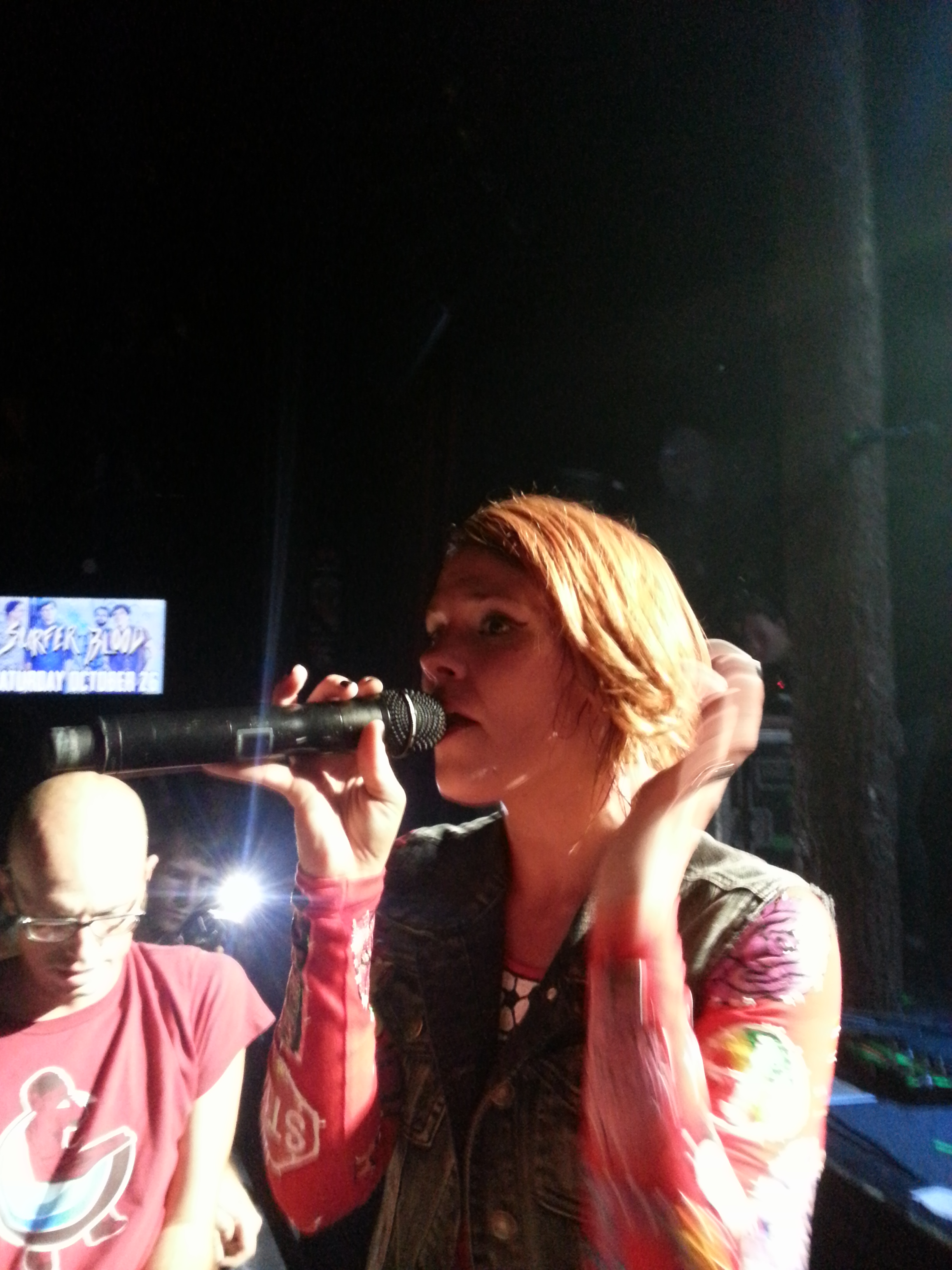
Kristen May, sångare i Flyleaf sedan Mosley lämnat gruppen 2012.

Bandets historia sträcker sig tillbaka till år 2000, då sångerskan Lacey Sturm spelade några av sina egenkomponerade låtar tillsammans med trumslagaren James Culpepper. De träffade inom kort gitarristerna Jared Hartmann och Sameer Bhattacharya. År 2002 anslöt basisten Pat Seals och gruppen började uppträda under namnet Passerby.
Bandet gav ut tre EP-skivor under sitt ursprungliga gruppnamn och spelade på över 100 shower bara i Texas. I början av 2004 provspelade Passerby för skivbolaget RCA Records i New York i hopp om att få skivkontrakt. RCA Records antog inte bandet, men chefen för Octone Records visade däremot stort intresse för dem. De väntade i två dagar i en skåpbil vid ett långtradarfik på ett telefonsamtal om provspelning för Octone Records. De fick provspela och accepterades och tilldelades skivkontrakt. Den 7 januari 2004 meddelades bandets ankomst till skivbolaget på Octone Records webbplats.
I mars 2004 reste Flyleaf till Seattle för att spela in en EP med Rick Parashar. När skivan var färdiginspelad begav de sig ut på en gemensam turné med rockbanden Breaking Benjamin, Staind och 3 Doors Down för att marknadsföra sin självbetitlade EP Flyleaf. I oktober gavs skivan ut och de gav snart också ut sin första officiella singel och musikvideo för EP-versionen av låten "Breathe Today".

### 2005-2008: Det första internationella genombrottet
År 2005 påbörjade bandet inspelningen av sitt första fullängdsalbum tillsammans med skivproducenten Howard Benson. Albumet gavs ut den 4 oktober 2005 med titeln Flyleaf, samma titel som EP-skivan. På albumet medverkar en del gästartister som Dave Navarro från Jane's Addiction samt Ryan White från Resident Hero. Den första singeln från albumet var "I'm So Sick".
Sommaren 2006 spelade Flyleaf på Family Values-turnén 2006 och senare samma år spelade de med Disturbed, Stone Sour och Nonpoint på den tredje Music as a Weapon-turnén. Flyleaf gav också ut en exklusiv EP med namnet Music as a Weapon som såldes vid en turné med samma namn. EP-skivan innehåller en akustisk version av "Fully Alive" och tre tidigare outgivna låtar: "Much Like Falling", "Justice and Mercy" samt "Christmas Song" ("Much Like Falling" och "Justice and Mercy" kom senare med på EP-skivan Much Like Falling EP).

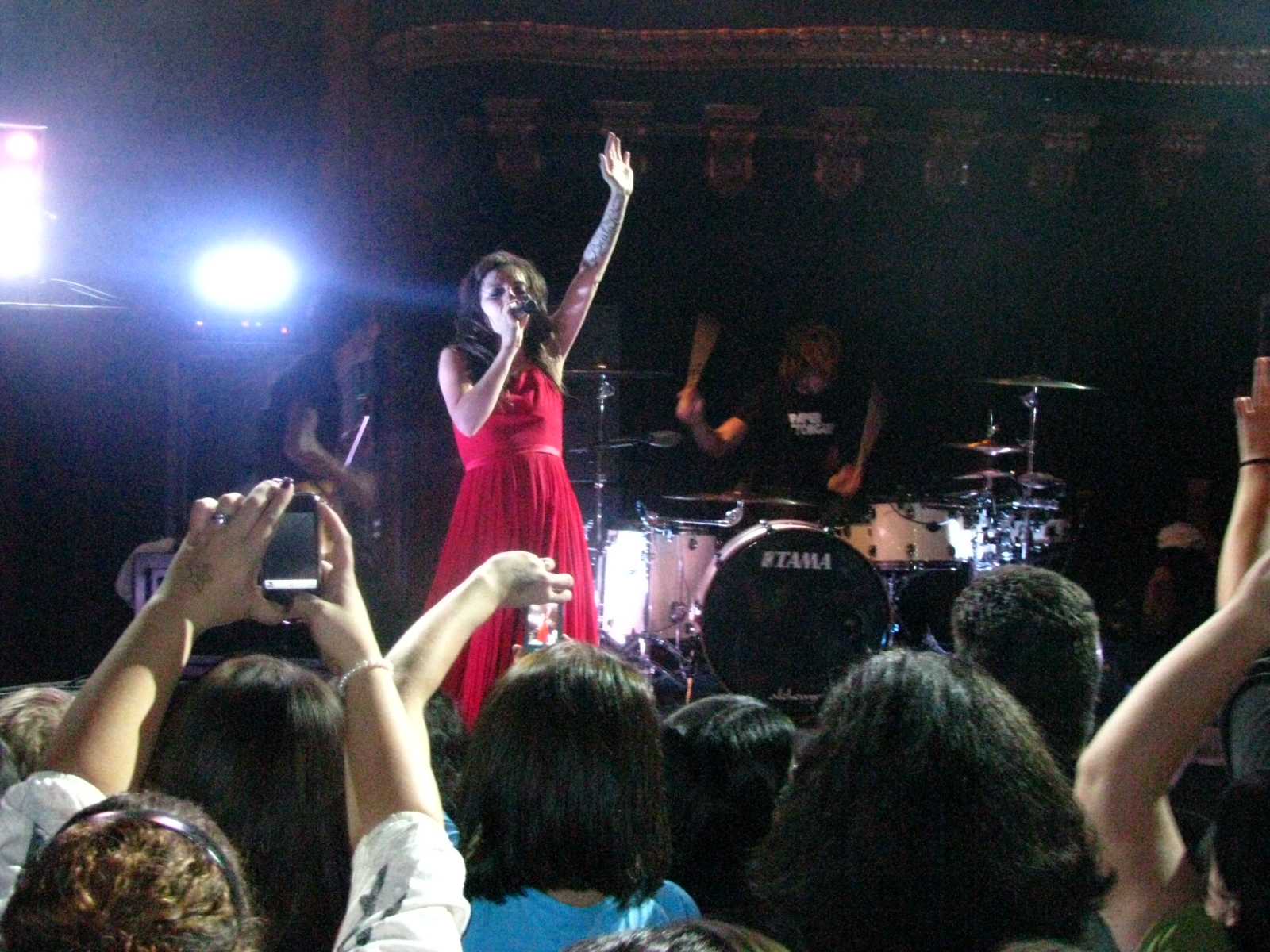
Flyleaf under sin Memento Mori-turné vid The Great American Music Hall i San Francisco, november 2009

Under 2007 spelade Flyleaf med Three Days Grace och i Australien i samband med Soundwave-festivalen. De spelade även i Europa med Stone Sour och Forever Never. Våren 2007 var Flyleaf på turné kallad Justice & Mercy Tour, där först Skillet och Dropping Daylight också spelade. Lite senare anordnade de en andra del av turnén, vilken innefattade grupperna Sick Puppies, Kill Hannah och Resident Hero. Flyleaf ingick återigen i turnén Family Values 2007. Musikvideon till "I'm So Sick" visades kortvarigt i filmen Live Free or Die Hard från 2007. En remix av låten "I'm So Sick" kom med på soundtrack-albumet till filmen Resident Evil: Extinction. Man gav också ut låten "Perfect" som singel för de kristna radiostationerna i slutet av 2007.
Flyleaf gav ut låten "Tina" som förts debuterade i tv-spelet Guitar Hero III: Legends of Rock. "I'm So Sick" finns också med i tv-spelet Rock Band. Den 30 oktober 2007 gav bandet ut en EP-skiva för digital nedladdning med titeln Much Like Falling. Skivan innehåller låtarna "Much Like Falling", en akustisk version av "Supernatural", "Tina" samt "Justice and Mercy". Skivan gavs ut genom iTunes Store och tillsammans med den utökade versionen av debutalbumet Flyleaf.
Den 26 april 2008 gav bandet ut sin fjärde musikvideo för låten "Sorrow" från debutalbumet. Videon visades först på MTV2. Bandet begav sig sedan ut på ännu en turné, denna gång med Seether. Dock var de tvungna att avbryta fem spelningar på grund av problem med Lacey Mosleys röst. Under hösten samma år tog medlemmarna ett uppehåll från turnerandet och började istället skriva ny musik till en uppföljare.

### 2009-2010:Memento Mori
Flyleafs andra studioalbum Memento Mori gavs ut den 10 november 2009 tillsammans med singlarna "Again" och "Beautiful Bride". I samband med albumet begav sig bandet åter ut på turné, The Unite & Fight Tour, en turné i USA och Storbritannien.

### 2011-2013:New Horizons
Flyleafs tredje studioalbum New Horizons gavs ut 2012. Drygt en vecka innan utgivningen av New Horizons lämnade sångerskan Lacey Mosley bandet. Hon ersattes av Kristen May.

### 2014-:Between the Stars
Flyleafs fjärde studioalbum Between the Stars gavs ut 2014.

## Medlemmar
Nuvarande medlemmar
- Sameer Bhattacharya – sologitarr, bakgrundssång (2002– )
- Jared Hartmann – kompgitarr, bakgrundssång (2002– )
- Pat Seals – basgitarr, bakgrundssång (2002– )
- James Culpepper – trummor, slagverk (2002– )

Tidigare medlemmar
- Lacey Mosley – sång (2002–2012)
- Kristen May – sång (2012–2016)

## Diskografi
Studioalbum
- 2005 – Flyleaf
- 2009 – Memento Mori
- 2012 – New Horizons
- 2014 – Between the Stars

EP-skivor
- 2002 – Broken Wings: Special Edition (under namnet Passerby)
- 2003 – Passerby EP (under namnet Passerby)
- 2003 – Broken Wings EP (under namnet Passerby)
- 2004 – Flyleaf
- 2005 – Flyleaf (nyutgåva med sex spår)
- 2006 – Music as a Weapon EP
- 2007 – Much Like Falling EP
- 2010 – Remember to Live
- 2013 – Who We Are

Singlar
- 2004 – "Breathe Today" (EP-version)
- 2005 – "Do You Hear What I Hear?"
- 2005 – "I'm So Sick"
- 2006 – "Fully Alive"
- 2007 – "All Around Me"
- 2007 – "Breathe Today" (album-verrsion)
- 2007 – "Perfect"
- 2008 – "Sorrow"
- 2008 – "There for You"
- 2009 – "Again"
- 2009 – "Beautiful Bride"
- 2010 – "Missing"
- 2010 – "Chasm"
- 2010 – "Arise"
- 2010 – "How He Loves"
- 2012 – "New Horizons"
- 2012 – "Call You Out"
- 2014 – "Set Me on Fire"
- 2015 – "Thread"